# Berit
Berit ist ein norwegischer weiblicher Vorname.

## Herkunft und Bedeutung
Berit ist eine dialektale Kurz- oder Koseform des Namens Birgitta, der in Skandinavien seit dem 15. Jahrhundert in vielerlei Permutationen – Brigitta, Bergitta, Birgit, Beritte, Berite, Berit, Beret, Berte, Birte, Brita, Brit, Britt, usf. – zu den häufigsten Taufnamen zählt; in seiner Popularität spiegelt sich die volkstümliche Verehrung der 1391 heiliggesprochenen Birgitta von Schweden (1303–1373), die auch die Reformation (und Martin Luthers abschätzige Bemerkungen über „die tolle Birgit“) recht unbeschadet überdauerte. Die Variante Berit ist dabei ursprünglich und auch heute noch überwiegend in Mittelnorwegen (Møre og Romsdal, Trøndelag), Nordnorwegen (Nordland, Troms, Finnmark) sowie in den nördlichen Fylker Ostnorwegens (Hedmark, Oppland, Buskerud) verbreitet. Im übrigen Ostnorwegen sowie in Südnorwegen ist hingegen Berte, in Westnorwegen Brita die übliche Kurzform von Birgitta.
Letztlich ist der Name indes heidnisch-keltischen Ursprungs, denn die heilige Birgitta verdankt ihren Namen der heiligen Brigida von Kildare (ca. 451–523), einer der drei „Nationalheiligen“ Irlands, und diese wiederum den ihrigen der in vorchristlicher Zeit in Irland verehrten Göttin Brigid, deren Name wohl so viel wie „die Erhabene“ bedeutet (> protokeltisch *briganti; vgl. Brigantia).

## Häufigkeit
Neben Anna/Anne, Marit/Marte und Kari/Karen ist Berit/Berte/Brita einer der vier weiblichen Vornamen, die im Norwegen der frühen Neuzeit recht konstant am häufigsten vergeben wurden: Zwischen 1600 und 1650 lag dieses Quartett in der Taufnamenstatistik mit je rund 10 % noch gleichauf auf der Spitze; zwischen 1780 und 1800 war Berit/Berte/Brita mit 7,2 % hinter Anna/Anne (14,5 %), Marit/Margit/Marte (8,7 %) und Kari/Karen (7,4 %) noch der vierthäufigste Mädchenname, dicht gefolgt von der rasch aufholenden Ingeborg (5,5 %). Im 19. Jahrhundert nahm seine Popularität ab, ab 1920 erfuhr er aber eine Renaissance als Modename, die gegen 1940 gipfelte und erst gegen 1980 wieder abflaute; zwischen 1935 und 1955 war Berit (nun gesondert, also ohne Berte/Brita/etc. gezählt) stets unter den zehn am häufigsten vergebenen Mädchennamen. Dieser Tage gilt er als altmodisch und wird entsprechend selten gewählt; in den Jahren 2020 bis 2023 lag der Anteil der auf diesen Namen getauften Mädchen ausweislich der vom Statistisk sentralbyrå veröffentlichten Namensstatistik jeweils bei höchstens 0,015 %.
In Schweden, wo traditionell Brita und Britta als Kurzform von Birgitta gebräuchlich sind, ist Berit zuerst 1833 als Taufname belegt, und zwar in Åre in Jämtland, also unweit der norwegischen Grenze. Im Laufe des 20. Jahrhunderts wurden dann in ganz Schweden verschiedene zuvor nur (oder zuvörderst) in Norwegen und/oder Dänemark übliche Dialektformen von Birgitta populär: in den Jahren 1900–1930 erfreute sich zunächst Birgid/Birgit, von 1930 bis 1950 dann Berit einiger Beliebtheit. In jüngerer Zeit wird der Name ganz wie in Norwegen indes kaum je vergeben.
In Dänemark begegnet Berit zwar gelegentlich schon seit dem 17. Jahrhundert in Taufregistern, allgemeine Verbreitung fand er jedoch erst – und nur – in den Jahren 1940–1970.

## Namenstag
In Norwegen hat das Feiern des Namenstags anders als in Schweden keine lange Tradition, ein semioffizieller Almanach nach schwedischem Vorbild, in dem die Namenstage festgelegt sind, erscheint hier erst seit 1989. Der Namenstag  von Berit fällt demnach auf den 7. Oktober, den Gedenktag der heiligen Birgitta von Schweden.
In Schweden fällt der Namenstag von Birgitta/Brigitta sowie von Britta und Britt weiterhin auf den 7. Oktober, den Varianten Birgit und Berit ist indes seit 2001 ein eigener Namenstag zugeteilt, nämlich der 13. Oktober.

## Namensträgerinnen
- Berit Elisabet Andersson (1935–2019), schwedische Schauspielerin, siehe Bibi Andersson
- Berit Ås (1928–2024), norwegische Politikerin und Sozialpsychologin
- Berit Aunli (* 1956), norwegische Skilangläuferin
- Berit Berthelsen (1944–2022), norwegische Leichtathletin
- Berit Carow (* 1981), deutsche Ruderin
- Berit Oskal Eira (1951–2021), samisch-norwegische Politikerin
- Berit Glanz (* 1982), deutsche Schriftstellerin, Übersetzerin, Literaturwissenschaftlerin und Bloggerin
- Berit Jung (* um 1980), deutsche Jazz- und Improvisationsmusikerin (Kontrabass, Stimme) und Autorin
- Berit Kauffeldt (* 1990), deutsche Volleyball-Nationalspielerin
- Berit Kristensen (* 1983), dänische Handballspielerin
- Berit Künnecke (* 1978), deutsche Theater- und Filmschauspielerin
- Berit Mørdre Lammedal (1940–2016), norwegische Skilangläuferin
- Berit Nesheim (* 1945), norwegische Regisseurin
- Berit Nøkleby (1939–2018), norwegische Historikerin, Biografin und Übersetzerin
- Berit Nordstad (* 1982), norwegische Skilangläuferin und Biathletin
- Berit Olsson (1929–2015), schwedische Badmintonspielerin
- Berit Reiss-Andersen (* 1954), norwegische Rechtsanwältin, Politikerin und Autorin
- Berit Schneider-Stickler (* 1968), HNO-Fachärztin und Sängerin
- Berit Schwarz (* 1967), deutsche Journalistin und Moderatorin
- Berit Spong (1895–1970), schwedische Dichterin und Schriftstellerin
- Berit Wiacker (* 1982), deutsche Bobfahrerin und Leichtathletin